# Центральная Беларусь

Регионы Беларуси на XIX - начало XX века:
Понеманье
Поозерье
Поднепровье
Западное Полесье
Восточное Полесье
Центральная Беларусь

Центральная Беларусь (бел. Цэнтральная Беларусь) — историко-этнографический регион Беларуси. Расположен в центральной части республики, занимает большую часть Минской и западную окраину Могилевской областей. На севере граничит с Поозерьем, на востоке — с Поднепровьем, на юге — с Восточным Полесьем, на западе — с Понеманьем.
Население региона этнографически сложилось на славянской основе (потомки дреговичей и кривичей).
Язык Центральной Беларуси принадлежит к среднебелорусским говорам белорусского языка, переходным между юго-западными и северо-восточными говорами.

## История
С X века северная часть региона входила в состав Полоцкого княжества. В начале XII века из него выделились самостоятельные Минское, Изяславское, Логожское княжества.
В XVI веке Центральная Беларусь вошла в состав Великого княжества Литовского. С начала XV века Минский удел находился в составе Виленского воеводства, в 1566 году образовано Минское воеводство с центром в Минске).
Южная часть Центральной Беларуси в древности была тесно связана с Туровским княжеством, где выделились Слуцкий и Клецкий уделы.
В конце XII века Слуцкий удел стал самостоятельным княжеством, которое в составе Великого княжества Литовского и Речи Посполитой существовало как отдельная административная единица до конца XVIII века.
После второго раздела Речи Посполитой (1793) Центральная Беларусь вошла в состав Минской губернии.
В средневековье Центральная Беларусь располагалась на границе Белой Руси и Черной Руси и как этнографический регион со своими отличительными чертами сложилась в XVIII—XIX веке. В нем были сосредоточены этнокультурные черты, характерные почти для всех регионов Белоруссии.
Регион сыграл важную роль в формировании белорусской народности и культуры: Слуцк, Несвиж, Клецк, Копыль и другие города долгое время были крупными центрами культурной и политической жизни.

## Поселения

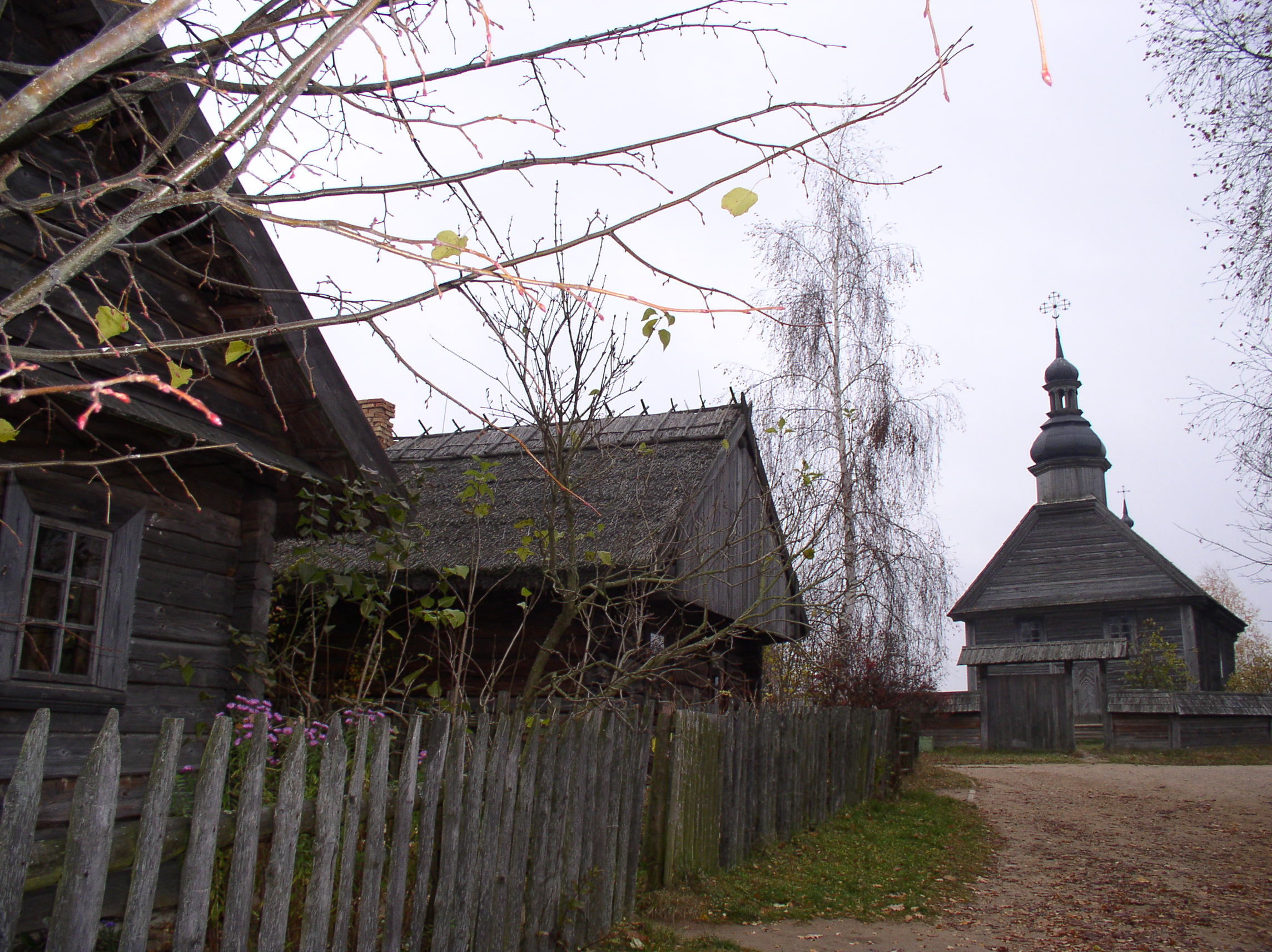
Экспозиционная зона «Центральная Беларусь» в Белорусском государственном музее народной архитектуры и быта

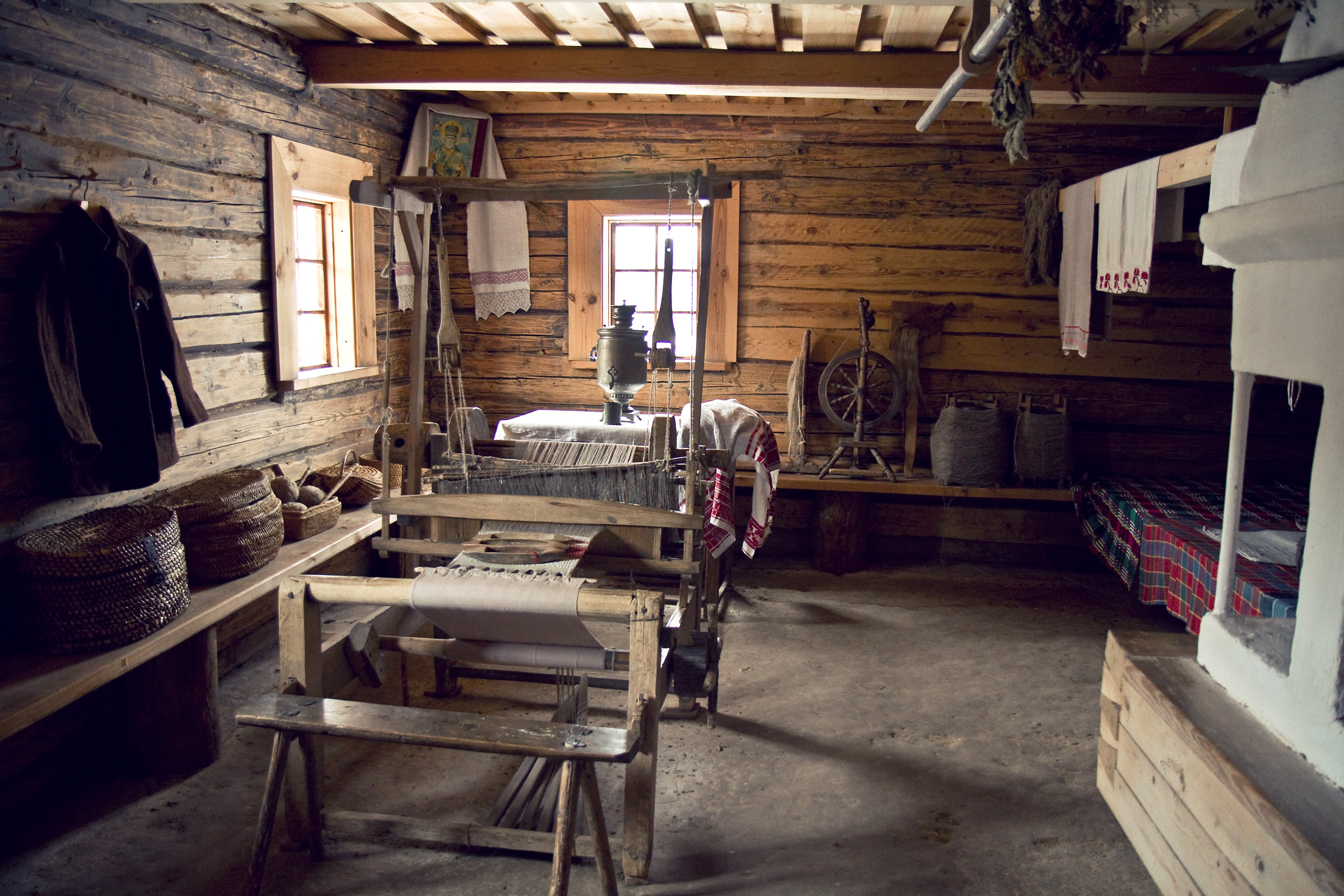
Интерьер дома Центральной Беларуси. Белорусский государственный музей народной архитектуры и быта

Характер сельских поселений меняется с северо-востока на юго-запад и юг от небольших деревень, разбросанных среди лесов, к многодворным сёлам на открытой местности. Поселения отличались четкой планировкой, нередко имели ворота в концах улицы, которые на ночь закрывалась. Деревенское жилье и хлевы обычно строили на одной стороне улицы, а гумна и амбары — на другом. На территории региона существовали почти все типы застроек: венковые, погонные, Г-образные. Традиционное крестьянское жилище — хата + сени, хата + сени + клеть, изредка — хата + хата + сени. К сеням иногда пристраивали крыльцо. Сруб ставили из сосновых брёвен, связанных в простой угол с остатком («в чашку»). Крыши крыли соломой «под щетку», на востоке преобладало деревянное покрытие.

## Одежда
В традиционной народной одежде женщин региона были распространены рубашка с поликами сдержанного декора, суконный клетчатый или полосатый андарак (или льняная юбка), передник, гарсет, повойник с «ушками», косынка или намитка (см. копыльско-клецкий строй, ляховичский строй, слуцкий строй, вилейский строй).
Своеобразным орнаментом и колористической гаммой отличались слуцкое и копыльское ткачества.

## Керамика
Местная керамика по своей технологии и художественных качествах отличалась разнообразием и сочетала в себе черты, присущие соседним регионом.
В одних и тех же гончарных центрах использовалось несколько способов обработки глины и изготовления посуды. Формовочную массу готовили обычно из глины одного сорта (иногда с примесью дресвы) и обрабатывали на ножном гончарном круге с подвижной осью.
В XIX — начале XX века наиболее распространёнными были задымленные и глазурованные сосуды (бобруйская керамика, городокская керамика, доросинская керамика), а также обварная керамика (синявская керамика).
Изделия украшали изображениями хвойных веток, стилизованных цветов, поясков, волнистых линий (ивенецкая керамика, раковская керамика).